# Vanguard 3

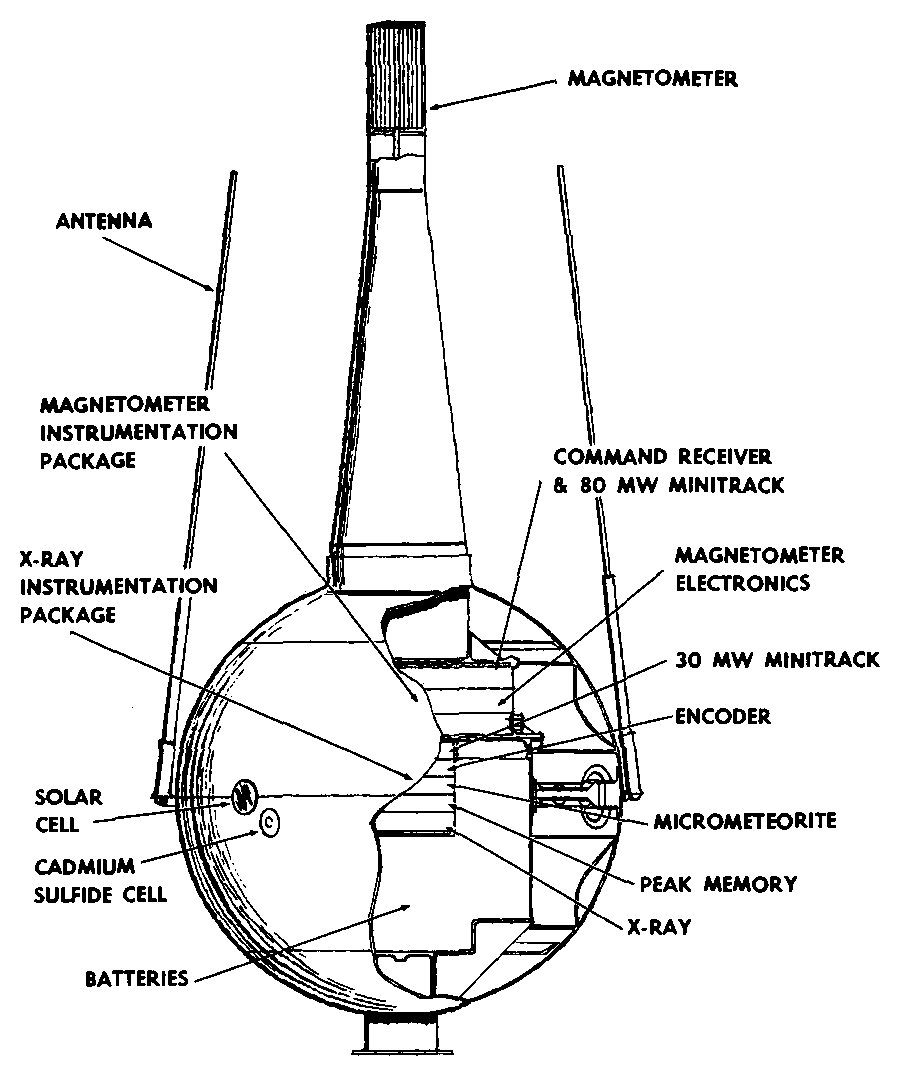
Le schéma du satellite Vanguard 3.

Vanguard 3 est un petit satellite scientifique américain lancé le 18 septembre 1959 dont l'objectif est l'étude de l'environnement spatial de la Terre. Il s'agit du troisième et dernier satellite développé dans le cadre du programme Vanguard par le Naval Research Laboratory. Le satellite de 23,7 kilogrammes est placé sur une orbite terrestre basse de 512 x 3 750 km avec une inclinaison orbitale de 33,35° par le lanceur Vanguard SLV-7 décollant de la base de lancement de Cap Canaveral. Le satellite fonctionne durant 84 jours.

## Description du satellite
Le satellite est une sphère de 50,8 cm de diamètre prolongée par un cône de 66 centimètres de long. Les trois quarts de la sphère sont réalisées en magnésium recouvert d'une couche de dioxyde de silicium tandis que le quart restant ainsi que la partie conique du satellite sont réalisées en fibre de verre. Vanguard 3 a une masse de 23,7 kilogrammes auxquels s'ajoutent l'enveloppe du troisième étage qui a une masse de 19,2 kg et qui reste solidaire du satellite après la mise en orbite, portant l'ensemble à une masse totale de 42,9 kg. L'énergie est fournie par des batteries argent-zinc qui sont dimensionnées de manière à permettre un fonctionnement durant trois mois et qui occupent une enceinte pressurisée qui remplit les deux tiers de la sphère. Dans cette enceinte se trouve également un cylindre contenant l'électronique des instruments scientifiques et la balise radio Minitrack fonctionnant à 108,00 MHz et consommant 30 mW. L'enceinte est surmontée par un autre cylindre contenant le magnétomètre ainsi que l'émetteur radio fonctionnant à 108,03 MHz et consommant 80 mW. La sphère contient également un enregistreur sur bande magnétique pour stocker les données jusqu'au survol d'une station terrienne. Quatre antennes fixées au niveau de l'équateur de la sphère et séparées par un intervalle de 90° sont déployées par un ressort une fois le satellite en orbite. Une petite cellule photovoltaïque et une cellule de sulfate de cadmium (utilisé par le détecteur de micrométéorites) sont montés près de l'équateur de la sphère. À l'extrémité de la partie conique est fixé le capteur du magnétomètre. Le satellite, dépourvu de système de contrôle d'attitude et de système de propulsion, est stabilisé par rotation. 

## Description des instruments
Le satellite emporte quatre instruments : 
- Le détecteur de micrométéorites est composé d'un système de mesures de l'érosion de la coque externe et de quatre petits micros. L'expérience permet de mesurer 6 600 impacts durant les 66 jours de fonctionnement dont 2 800 sur une période de 70 heures[2].
- Le magnétomètre effectue des mesures ponctuelles du champ magnétique terrestre durant le survol des huit stations terriennes déployées pour réceptionner les données du satellite. Durant ces passages, les mesures sont effectuées durant 2 secondes avec un intervalle de 2 secondes entre chacune d'entre elles. L'instrument effectue 4 300 mesures avec une précision de 10 nT[3].
- Le satellite du fait de sa forme sphérique est choisi pour mesurer la densité de la haute atmosphère terrestre en fonction de l'altitude, la latitude, la saison et l'activité solaire. Ces mesures sont effectuées près du périgée en mesurant la trajectoire à l'aide d'un réseau de caméras optiques Baker-Nunn, de radars et de récepteurs radio à partir du sol. L'expérience permet d'obtenir des mesures valables de la densité. Celles-ci permettent de déterminer que le satellite doit pénétrer dans l'atmosphère environ 300 ans après son lancement[4].
- Le quatrième instrument avait pour objectif de mesurer le rayonnement X du Soleil et d'estimer ses effets sur l'atmosphère terrestre. Il est constitué par deux chambres d'ionisations identiques[5].

## Description du lanceur
Le premier étage du lanceur à trois étages et est propulsé par un moteur-fusée à propulsion liquide de General Electric, le GE X-405 de 125 000 N, propulsé par 7 200 kg de kérosène (RP-1) et d’oxygène liquide, avec un réservoir d'hélium. Il contient également 152 kg de peroxyde d'hydrogène. Il mesure 13,4 m de hauteur, 1,14 m de diamètre et a une masse de lancement d'environ 8 090 kg.  
Le deuxième étage consiste en un moteur-fusée à propulsion liquide de Aerojet-General, le AJ-10-37 de 5,8 m de hauteur et 0,8 m de diamètre, brûlant 1 520 kg de diméthylhydrazine non symétrique (UDMH) et d'acide nitrique fumant blanc (WIFNA) avec un réservoir d'hélium. Il produit une poussée de 32 600 N et une masse au lancement d'environ 1 990 kg. Cet étage contient le système complet de guidage et de contrôle.
Le troisième étage, le moteur-fusée à propulsion solide de Allegany Ballistics Laboratory (en), le X-248, utilisé pour Vanguard 3 est différent de celui des précédents lanceurs Vanguard. Il a une forme similaire (1,5 m de haut sur 0,8 m de diamètre), mais le moteur et la tuyère sont tous deux en plastique renforcé de fibre de verre au lieu d'acier. Cela présente l'avantage de minimiser les effets sur le magnétomètre. Le moteur sans carburant a une masse de 19,2 kg. La masse totale de carburant est de 227 kg.
La hauteur totale du véhicule avec le satellite est d'environ 21,9 mètres. La capacité de la charge utile est de 11,3 kg sur une orbite terrestre de 555 km. Un lancement nominal ferait tirer le premier étage pendant 144 secondes, amenant le lanceur à une altitude de 58 km, suivi du second étage de 120 secondes à 480 km, après quoi le troisième étage place le satellite en orbite.